# Brunius (släkter)
Efternamnet Brunius har burits av flera svenska släkter.

## Brunius från Varberg
Detta är en gren av en dansk släkt Brun eller Brunius, vars äldste kände stamfader är Niels Brun (död 1569), präst i Odense. Paul Brune eller Paulus Brunius (1709–1785) invandrade från Danmark till Varberg 1726, och anställdes av sin släkting, handelsmannen Andreas Brun. Han ärvde senare dennes affärsrörelse och blev rådman i staden. Från Paulus Brunius son Gomer Brunius härstammar alla medlemmar av Varbergs-släkten Brunius. Gomer Brunius var gift med kyrkoherdedottern Mariana Rodhe från Strömstad. På detta sätt är släkterna Brunius och Rodhe befryndade.

### Medlemmar
- Gomer Brunius (1748–1819), kyrkoherde i Tanums socken, Bohuslän
  - Paul Olivier Brunius (1780–1808), vice borgmästare
    - Gomer Brunius (1806–1861), kapten vid Västgöta regemente
      - Hakon Brunius (1842–1902), uppfinnare, elektriker
        - Thorsten Brunius (1876–1936), bruksägare, konsul
          - Gomer T. Brunius (1909–2009), direktör, ryttmästare

  - Nicolaus (Niklas) Brunius (1789–1868), ekonomidirektör
  - + Louise Brunius (1799–1880), författare, gift med föregående
  - Carl Georg Brunius (1792–1869), arkitekt, byggmästare, professor
  - August Wilhelm Brunius (1795–1867), provinsialläkare på Öland
    - Johan Gomer Thor Brunius (1832–1885), skriftställare
      - Axel Brunius (1876–1951), redaktör, Djursholm
        - Hakon Brunius (1901–1932), banktjänsteman
          - Jan Brunius (1930–2019), museiman

        - Britta Brunius (1912–2000), skådespelare

      - August Georg Brunius (1879–1926), författare, kritiker
      - + Célie Brunius (1882–1980) journalist, gift med föregående
        - Göran Brunius (1911–2005), konstnär, författare
          - Peter Gomer Brunius (född 1942), konstnär, musiker

        - Clas Brunius (1920–1998), redaktör
        - + Gull Brunius (född 1927), översättare, gift med föregående
        - Teddy Brunius (1922–2011), idéhistoriker

      - John Wilhelm Brunius (1884–1937), skådespelare, filmregissör
      - + Pauline Brunius (1881–1954), skådespelare, teaterchef, gift med föregående 1909–1935
        - Palle Brunius (1909–1976), radioman, teaterchef
          - Niklas Brunius (1937–2000), dramaturg

        - Anne-Marie Brunius (1916–2002), skådespelare

      - + Wiola Brunius (1911–1999), gift med John Brunius 1937

## Andra personer
Tillhörande en annan släkt med namnet Brunius (med ursprung från Tryserum):
- Frans Brunius (1866–1953), kontraktsprost
- Edvard Brunius (1905–2000), folkhälsoexpert, professor
- Frithiof Brunius (1907–1983), kyrkoherde

Tillhörande en tredje släkt med namnet (med ursprung från Risinge):
- Åsa Brunius (född 1976), vänsterpartist